# Mark to market
Mark to market è un metodo di valutazione in base al quale il valore di uno strumento o contratto finanziario è sistematicamente aggiustato in funzione dei prezzi correnti di mercato. Vuol dire anche "valutare secondo il mercato". Le attività finanziarie (ma anche quelle reali) possono essere valutate secondo il costo storico (o costo di acquisizione), secondo una procedura detta di "costo corrente", che sarebbe il costo storico riportato ad oggi mediante un indice dei prezzi, o secondo il prezzo di mercato. Nell'ottica di stabilire la "verità dei bilanci" i principi contabili solitamente impongono di usare il mark to market per valutare attività e passività finanziarie. Questo principio diventa scomodo quando, come è successo nel 2007-2008 con la Crisi dei subprime, il mercato per molti tipi di titoli diventa illiquido e la paura conduce a prezzi così bassi da creare massicce minusvalenze, erodendo profitti e capitale. Le procedure di valutazione, tuttavia, lasciano qualche margine per adottare prezzi diversi.
La tecnica di "marking to market" viene prevalentemente utilizzata nei mercati dei futures e delle opzioni.